# Maudie (filme)
Maudie (br: Maudie: Sua Vida e Sua Arte) é um filme de drama biográfico de 2016 dirigido por Aisling Walsh e estrelado por Sally Hawkins e Ethan Hawke. Co-produção da Irlanda e do Canadá, o filme retrata a vida da artista folclórica Maud Lewis. Na história, Maud (Hawkins) sofre de artrite reumatoide e da desconfiança de pessoas que a tomam por incapaz. O filme foi filmado em Terra Nova e Labrador, exigindo uma recriação da famosa pequena casa de Lewis.
Sua estréia foi no Festival de Cinema de Telluride em 2016. Foi selecionado para ser exibido na seção de Apresentações Especiais no Festival Internacional de Cinema de Toronto e ganhou vários prêmios em outros diversos festivais. Após exibições em festivais e lançamentos mais amplos, Maudie recebeu críticas positivas. Também ganhou prêmios das associações de críticos pela atuação de Hawkins, sete Canadian Screen Awards, incluindo Melhor Filme, e três IFTA Awards, incluindo Melhor Diretor e Melhor Ator Internacional para Ethan Hawke.
O fato de o filme ter sido filmado em Terra Nova foi objeto de controvérsia na Nova Escócia, cidade natal de Lewis. No entanto, a popularidade do filme provocou um ressurgimento do interesse pela sua arte.

## Elenco
- Sally Hawkins	...	Maud Dowley / Lewis
- Ethan Hawke	...	Everett Lewis
- Kari Matchett	...	Sandra
- Zachary Bennett	...	Charles Dowley
- Gabrielle Rose	...	Tia Ida
- Greg Malone	...	Mr. Hill

## Recepção
O filme tem 89% de aprovação no Rotten Tomatoes, com nota 7,06/10 baseada em 150 avaliações. O consenso geral diz que “o talentoso elenco de Maudie - particularmente Sally Hawkins no papel-título - inspira a necessária profundidade de uma história que apenas desliza a superfície de uma vida e talento fascinantes". No Metacritic, o filme tem uma pontuação média ponderada de 65 em 100, com base em 34 reviews, indicando "críticas geralmente favoráveis".